# Britisch-Niederländischer Vertrag von 1824
Der Britisch-Niederländische Vertrag von 1824 (auch Londoner Vertrag; englisch Anglo-Dutch Treaty of 1824) war ein Vertrag zwischen dem Vereinigten Königreich von Großbritannien und Irland und dem Königreich der Vereinigten Niederlande, der imperialistisch den Handel in Südostasien regeln sollte.
Der Vertrag diente auch dazu, noch offene Fragen aus dem vorhergehenden Vertrag von 1814 zu klären.
Die Unterzeichnung erfolgte am 17. März 1824 in London durch Hendrik Fagel und Anton Reinhard Falck für die Niederlande sowie George Canning und Charles Watkin Wynn für das Vereinigte Königreich.

## Geschichte

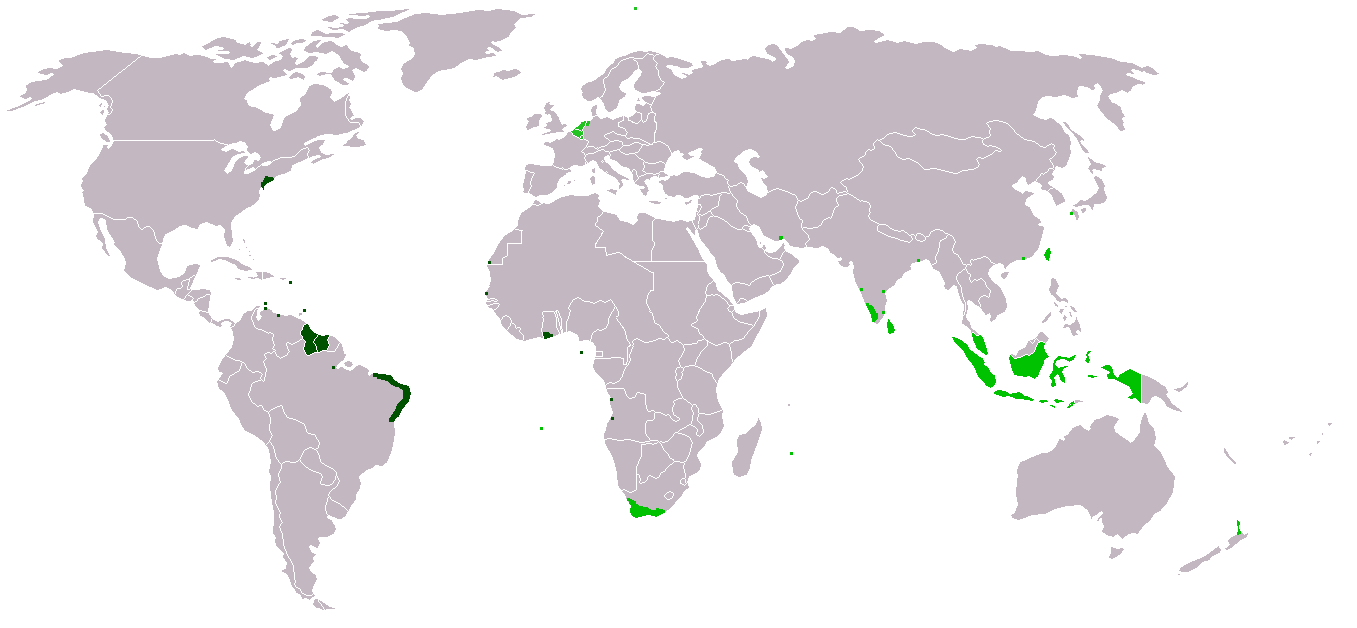
Das niederländische Kolonialreich (die Besitzungen der Niederländischen Ostindienkompanie sind hellgrün, die der Niederländischen Westindien-Kompanie dunkelgrün)

Der Vertrag hatte zum Ziel, einige der Probleme zu lösen, die sich aus der britischen Besetzung niederländischer Besitzungen während der Napoleonischen Kriege ergeben hatten. Zudem ging es dabei um Handelsrechte, die seit Jahrhunderten auf den Gewürzinseln zwischen den Partnern existierten. Die 1819 durch Sir Stamford Raffles erfolgte Errichtung des britischen Handelspostens Singapur erhöhte die Spannungen zwischen beiden Staaten. Die Holländer waren der Meinung, dass der zwischen Raffles und dem Sultan von Johore abgeschlossene Vertrag ungültig sei, da das Sultanat sich im Einflussbereich der Niederlande befunden habe. Wegen der Fragen um die niederländischen Handelsrechte in den britischen und den früheren niederländischen Besitzungen kam es immer wieder zu Streitigkeiten zwischen Batavia und Kalkutta. 1820 wurden deshalb auf Betreiben englischer Kaufleute mit Interessen in Südostasien Gespräche aufgenommen, um die Situation zu klären.
Erste Gespräche zwischen Canning und Fagel fanden am 20. Juli 1820 statt. Die Niederländer waren unnachgiebig bei der Frage der Aufgabe von Singapur durch die Briten. Tatsächlich war Canning nur unzureichend darüber informiert, wie genau Singapur in den Besitz der Briten gelangt war. So kam es zunächst bei wenig kontroversen Fragen zu Verabredungen, wie bei dem Recht der freien Durchfahrt und bei der Bekämpfung der regionalen Piraterie. Die Diskussionen wurden am 5. August ausgesetzt und erst wieder 1823 aufgenommen, als die Briten die wirtschaftliche Bedeutung Singapurs erkannt hatten. Am 15. Dezember 1823 begannen neue Verhandlungen, die sich diesmal um die Anerkennung der gegenseitigen Einflusssphären drehten. Nachdem die Niederländer gesehen hatten, dass das Wachstum Singapurs nicht aufgehalten werden konnte, drängten sie nun auf eine Wiedergutmachung für die aufgegebenen Ansprüche nördlich der Straße von Malakka und seiner Kolonien in Indien in Form einer Anerkennung seiner Ansprüche auf Gebiete südlich der Straße und in der britischen Provinz Bengkulu.
Der endgültige Vertrag wurde am 23. März 1824 unterzeichnet und am 30. April von Großbritannien sowie am 2. Juni durch die Niederlande ratifiziert.

## Bedingungen
Der Vertrag besagt, dass Briten und Niederländer Handel in den Gebieten von Britisch-Indien, Ceylon und dem heutigen Indonesien und Malaysia auf der Basis einer Meistbegünstigungsklausel unter Beachtung lokaler Richtlinien treiben dürfen. Es begrenzt die Abgaben, die auf Personen und Schiffe erhoben werden durften. Zudem gab es eine Klausel, nach der es beiden Parteien untersagt war, Verträge zum Nachteil der anderen Seite mit Staaten in Südostasien zu schließen. Man kam auch überein, den Handel weder mit zivilen noch mit militärischen Mitteln zu behindern oder zu blockieren, stattdessen aber das Piratenunwesen aktiv zu bekämpfen und keine Verstecke zu dulden oder Handel mit Piratengütern zu gestatten. Auch war die Eröffnung neuer Handelsposten und Büros in Südostasien für beide Seiten nicht erlaubt, ohne die Zustimmung der jeweiligen Regierung in Europa eingeholt zu haben.
Die Niederlande traten alle Besitzungen auf dem indischen Subkontinent sowie Malakka und die zugehörigen Rechte an das Vereinigte Königreich ab. Gleichzeitig wurde der Ausbau der britischen Besitzungen in Singapur geduldet. Im Gegenzug erhielten die Niederländer von den Briten deren Handelsposten in Bengkulu auf Sumatra. Außerdem verzichteten die Briten auf die Errichtung neuer Posten südlich der Straße von Singapur, insbesondere auf Batam, Bintan, Karimun oder den Lingga-Inseln.
Alle Übertragungen von Rechten und Besitzungen sollte bis zum 1. März 1825 erfolgen.

## Auswirkungen
Der Britisch-Niederländische Vertrag von 1824 teilte Südostasien grob in zwei Teile, Britisch-Ostindien und Niederländisch-Ostindien genannt. Die Nachfolgestaaten sind die heutigen Staaten Malaysia und Indonesien, deren heutige Grenzen in etwa den Grenzen der britischen und niederländischen Einflussbereiche entsprechen.
Der Vertrag wurde zu einem Zeitpunkt abgeschlossen, als der Einfluss der Britischen Ostindienkompanie abnahm und der der Einzelkaufleute in Großbritannien zunahm. Der anschließend erfolgte Aufschwung Singapurs, wesentlich begründet durch seine Rolle als Freihafen, tat daran keinen Abbruch und kann als Auswirkung des Vertrages von 1824 gesehen werden.